# Ancylosis niveicostella
Ancylosis niveicostella is een vlinder uit de familie snuitmotten (Pyralidae). De wetenschappelijke naam van deze soort is voor het eerst geldig gepubliceerd in 1896 door George Francis Hampson.
De soort komt voor in tropisch Afrika.